# Đỗ Văn Đức
Đỗ Văn Đức (1925-2013) là một tướng lĩnh Quân đội nhân dân Việt Nam, hàm Trung tướng, nguyên Phó Tổng tham mưu trưởng, Cục trưởng Cục Quân lực Bộ Tổng tham mưu, Tham mưu phó Bộ Tư lệnh Quân giải phóng miền Nam Việt Nam.

## Thân thế và sự nghiệp
Ông quê ở xã Trịnh Xã, huyện Bình Lục, tỉnh Hà Nam.
ham gia Cách mạng từ năm 1944, hoạt động trong phong trào thanh niên Nam Bộ.
Từ năm 1945 đến 1952, ông lần lượt phụ trách Ban huấn luyện Trung đoàn 9, Ban huấn luyện Liên khu 4, Phó Ban tác huấn Liên khu 4, Tiểu đoàn trưởng rồi Phó Tham mưu trưởng Trung đoàn 9 trực thuộc Đại đoàn 304.
Tháng 9 năm 1952, ông là Phó rồi Trưởng phòng Tổ chức biên chế thuộc Cục Quân lực Bộ Tổng tham mưu
Tháng 1 năm 1965, ông là Trưởng phòng Quân lực Bộ tham mưu Quân giải phóng miền Nam Việt Nam.
Tháng 6 năm 1969, ông là Tham mưu phó Bộ Tư lệnh Miền, tham gia Chiến dịch Hồ Chí Minh.
Từ tháng 8 năm 1976 đến năm 1981, ông là Cục trưởng Cục Quân lực Bộ Tổng tham mưu
Từ năm 1982 đến 1995, ông giữ chức vụ Phó Tổng tham mưu trưởng
Năm 1996, ông nghỉ hưu.
Ngày 12 tháng 11 năm 2013, ông mất tại Bệnh viện Trung ương 108, Hà Nội

## Lịch sử thụ phong quân hàm
| Quân hàm | Tập tin:Vietnam People's Army Major General.jpg | Tập tin:Vietnam People's Army Lieutenant General.jpg |  |  |  |  |  |  |  |  |
| Cấp bậc  | Thiếu tướng                                     | Trung tướng                                          |  |  |  |  |  |  |  |  |
|          |                                                 |                                                      |  |  |  |  |  |  |  |  |

## Phần thưởng cao quý
Huân chương Độc lập hạng Nhì
Huân chương Quân công (hạng Nhất, Nhì)
Huân chương Chiến công giải phóng hạng Ba
Huân chương Kháng chiến hạng Nhất
Huân chương Kháng chiến chống Mỹ hạng Nhất
Huân chương Chiến sĩ vẻ vang (hạng Nhất, Nhì, Ba)
Huân chương Quân công giải phóng hạng Nhì
Huy chương Quân kỳ quyết thắng
Huy hiệu 50 tuổi Đảng